# Lloyd Marshall
Lloyd Marshall est un boxeur américain né le 4 juin 1914 à Madison County, Géorgie, et mort le 4 août 1997.

## Carrière
Il commence à boxer à 17 ans et passe professionnel en 1936. Il affronte le 8 juin 1943 Jimmy Bivins mais est mis KO au 13e round. Marchall remporte au cours de sa carrière plusieurs victoires de prestige contre Teddy Yarosz, Lou Brouillard, Charley Burley, Ezzard Charles, Anton Christoforidis, Jake LaMotta, Holman Williams et Joey Maxim mais sans jamais parvenir à décrocher un titre mondial.

## Distinction
- Lloyd Marshall est membre de l'International Boxing Hall of Fame depuis 2010.